# 영주십경

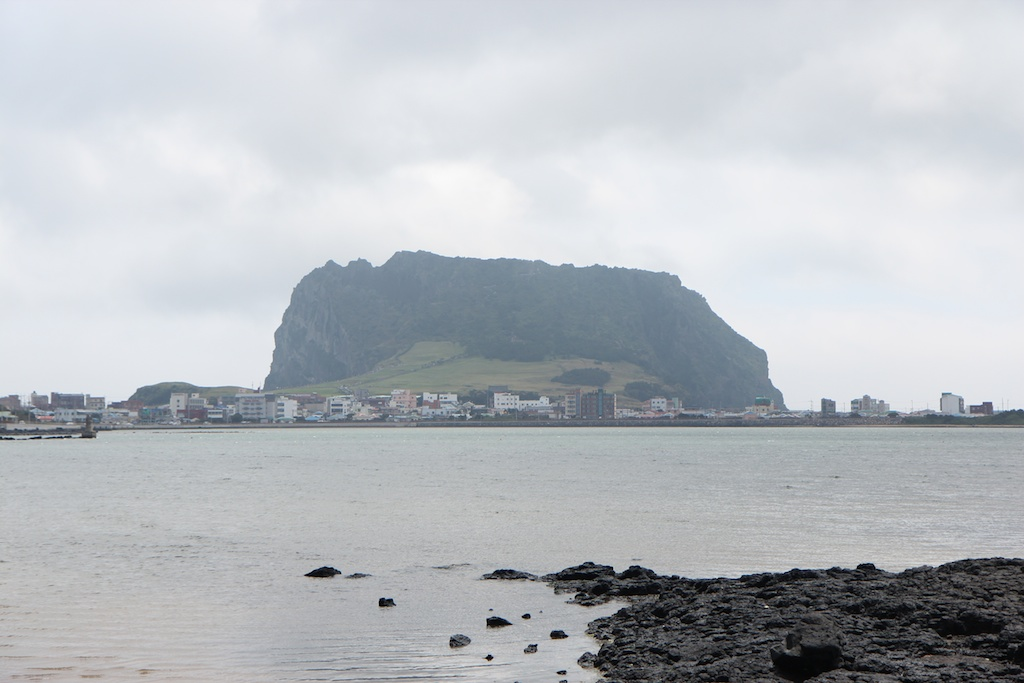
2경
2 12경
용
범용요성산일출봉

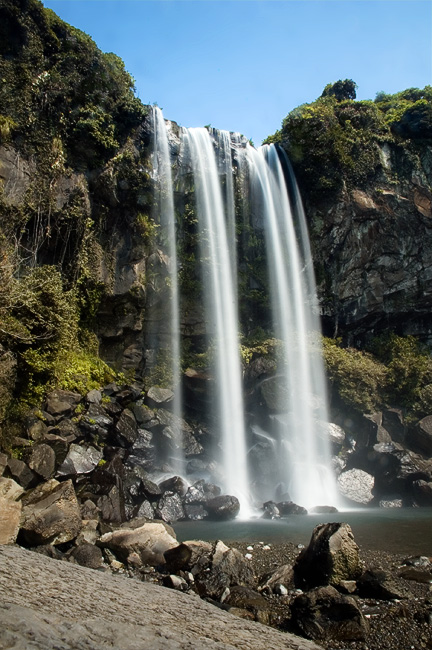
.안덕곡
정방폭포

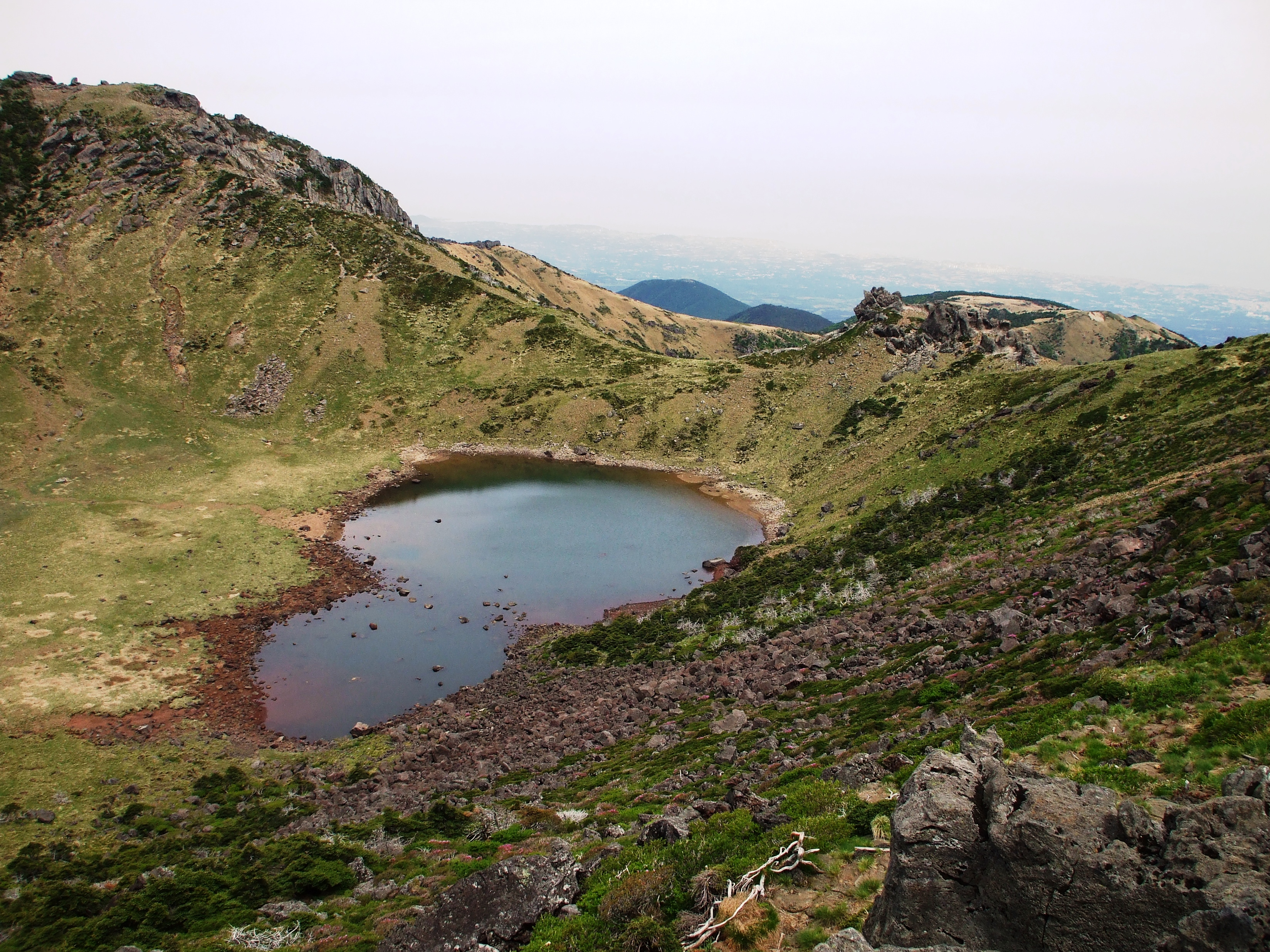
영주
2경
잉은백록담

영주십경(瀛州十景)은 제주에서 경관이 특히 뛰어난 열 곳을 선정한 것으로, 이한우가 선정한 열 곳은 다음과 같다.

## 십경
- 제1경 성산출일 (城山日出) -  성산의 뜨는 해
- 제2경 사봉낙조 (紗峯落照) - 사라봉의 떨어지는 햋빛
- 제3경 영구춘화 (瀛邱春花) - 영구(속칭 들렁귀)의 봄꽃
- 제4경 정방하폭 (正房夏瀑) - 정방의 여름 폭포
- 제5경 귤림추색 (橘林秋色) - 귤림의 가을 빛
- 제6경 녹담만설 (鹿潭晩雪) - 백록담의 늦은 겨울 눈
- 제7경 영실기암 (靈室奇巖) - 영실의 기이한 바위
- 제8경 산방굴사 (山房窟寺) - 산방산의 굴 절
- 제9경 산포조어 (山浦釣魚) - 산지포구의 고기 낚시
- 제10경 고수목마 (古藪牧馬) - 풀밭에 기르는 말

1. ↑  제주의 명승지 영주십경 - 디지털제주문화대전